# 26名巴库公社委员

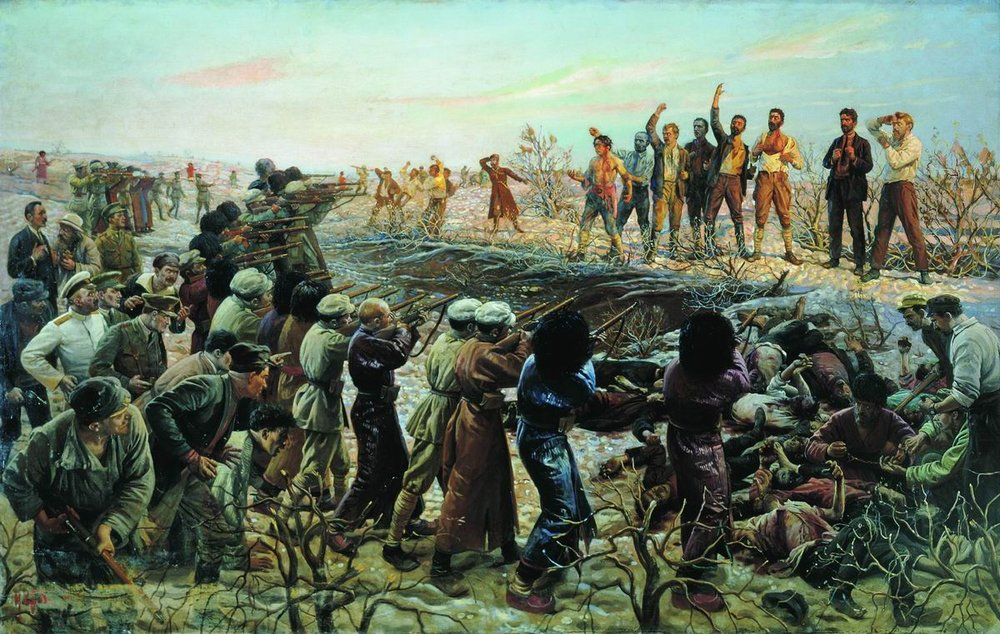
二十六名巴庫委員被處决

26名巴库公社委员是巴库公社的布尔什维克和左翼社会革命党成员。该公社成立于当时是短暂独立的阿塞拜疆民主共和国首都的巴库，现为阿塞拜疆共和国的首都。该公社由斯捷潘·邵武勉领导，一直存在到1918年7月26日，当时布尔什维克被亚美尼亚革命联盟、右翼社会革命党和孟什维克的联合力量赶下台。